# Laura Borràs
Pour les articles homonymes, voir Borràs.
Borràs i Castanyer est un nom catalan. Le premier nom de famille, paternel, est Borràs ; le second, maternel, souvent omis, est Castanyer ; les deux sont fréquemment liés par la conjonction « i ».
Laura Borràs i Castanyer, née le 5 octobre 1970 à Barcelone, est une femme politique espagnole comptant parmi les dirigeants du mouvement indépendantiste catalan, membre du parti Ensemble pour la Catalogne (Junts).
Universitaire licenciée puis docteure en philologie de l'université de Barcelone, elle est nommée en 2013 directrice de l'Institution des lettres catalanes (ILC). En décembre 2017, elle est élue députée de la coalition JuntsxCat au Parlement de Catalogne, puis devient en 2018 conseillère à la Culture de la Généralité.
Elle est élue députée au Congrès des députés en avril 2019, où elle est porte-parole de JuntsxCat. Elle conserve son mandat lors des élections de novembre suivant. Pour les élections parlementaires catalanes de 2021, elle est cheffe de file de Junts, qui termine troisième du scrutin. Après un accord avec la Gauche républicaine de Catalogne, elle devient présidente du Parlement de Catalogne. Elle est élue présidente de Junts l'année suivante.
Elle est suspendue de la présidence du Parlement à partir de l'été 2022, en raison de son renvoi en justice pour une affaire de marchés publics truqués. À l'issue de son procès, en février 2023, elle est condamnée à quatre ans et demi de prison et treize ans d'inéligibilité, une peine confirmée deux ans plus tard par le rejet de son pourvoi en cassation.

## Vie privée
Laura Borràs i Castanyer naît le 5 octobre 1970 à Barcelone. Son père, Antoni Borràs, a été chef des urgences de l'hôpital clinique et provincial de Barcelone. Elle est mariée à un chirurgien issu d'une famille de notables d'Igualada et mère d'une fille, prénommée Marta, née en 2000 et connue en tant que booktubeuse.

## Vie professionnelle
Laura Borràs passe avec succès en 1993 une licence en philologie catalane à l'université de Barcelone, où elle obtient en 1997 un doctorat avec distinction en philologie romane. Elle est professeure à l'université de Kingston de 2010 à 2012.
En janvier 2013, le conseiller à la Culture de la généralité de Catalogne Ferran Mascarell (es) annonce qu'elle sera nommée directrice de l'Institution des lettres catalanes (ca) (ILC).
Grande défenseure de la langue catalane, elle co-signe en 2016 avec 170 universitaires une tribune appelant à faire du catalan la principale langue officielle du territoire en cas d'accession à l'indépendance, dénonçant « la subordination politique du catalan » et jugeant que la communauté autonome fait face à une « colonisation linguistique, qui est ici une expression équivalent au remplacement linguistique » par l'arrivée d'Espagnols venus d'autres régions.

## Vie politique

### Au sein du gouvernement catalan
Lors des élections catalanes du 21 décembre 2017, convoquées en vertu de la mise en application de l'article 155 de la Constitution espagnole, Laura Borràs est élue députée de circonscription de Barcelone sous les couleurs d'Ensemble pour la Catalogne (JuntsxCat) au Parlement de Catalogne. Comptant parmi les personnalités les plus proches du président de la Généralité déchu Carles Puigdemont, elle occupait la 5e place sur la liste de JuntsxCat, et son nom est par la suite évoqué pour occuper la présidence de l'exécutif catalan.
Le 29 mai 2018, elle est nommée conseillère à la Culture dans le gouvernement de l'indépendantiste Quim Torra.
Elle participe à la fondation de l'Appel national pour la République (Crida), dont elle est élue membre de la direction le 26 janvier 2019.

### Au Congrès des députés
Après que le président du gouvernement espagnol a décidé de convoquer des élections générales anticipées le 28 avril suivant, Laura Borràs est investie en deuxième position sur la liste de JuntsxCat menée par Jordi Sànchez — en détention provisoire — dans la circonscription de Barcelone.
Elle est élue au Congrès des députés et siège au sein du groupe mixte, qui regroupe les députés n'ayant pu former de groupe parlementaire. En sa qualité de porte-parole parlementaire de JuntsxCat, elle est reçue en audience par le roi Felipe VI le 6 juin, dans le cadre des consultations royales pour désigner un candidat à l'investiture du Congrès pour la présidence du gouvernement espagnol. À la suite de cet entretien, elle affirme avoir déclaré au monarque que « les Catalans n'ont pas de roi », critiqué le discours très ferme qu'il avait tenu deux jours après le référendum d'indépendance du 1er octobre 2017 et lui avoir transmis un message de Carles Puigdemont, qui disait préférer le souverain « comme prince de Gérone plutôt que roi ». Le souverain lui aurait répondu que lui aussi préférait Puigdemont « comme maire de Gérone plutôt que président de la Généralité ».
Pour les élections du 10 novembre 2019, elle est automatiquement remontée à la première place de sa liste de candidats après que Sànchez a été condamné à de la prison ferme pour son rôle dans l'organisation du référendum d'indépendance.
Après avoir échoué à former un groupe avec Más País, la Coalition Compromís et le Bloc nationaliste galicien, JuntsxCat s'associe en décembre à ces derniers ainsi que la Coalition canarienne (CCa), Nouvelles Canaries (NCa), le Parti régionaliste de Cantabrie (PRC) et Teruel Existe afin de former le « groupe parlementaire pluriel » (Plural). Laura Borràs en est ensuite désignée porte-parole avec le nationaliste galicien Néstor Rego comme adjoint, mais sa fonction sera tournante entre les représentants des huit partis qui constituent ce groupe présenté comme « pragmatique » et « non-idéologique ». La formation du groupe pluriel répond en effet à la nécessité de vider le groupe mixte d'une partie de ses 21 députés et faciliter la répartition des moyens financiers, techniques et du temps de parole entre les parlementaires dont le parti n'a pu former de groupe seul.

### Élections catalanes de 2021
Laura Borràs se présente aux primaires d'Ensemble pour la Catalogne (Junts) pour la désignation du chef de file aux élections parlementaires catalanes du 14 février 2021, organisées les 28 et 29 novembre 2020 et qui l'opposent au conseiller Damià Calvet (ca) ; celui-ci est issu de l'ancienne Convergence démocratique alors que Laura Borràs représente les personnalités plus récemment engagées, convaincues par le discours indépendantiste de Carles Puigdemont. Elle s'impose lors du vote des militants, remportant 75,8 % des voix, soit 2 954 suffrages favorables, le taux de participation s'élevant à 76 % des adhérents de Junts, dont elle devient ainsi la candidate à la présidence de la Généralité.
Junts, arrivé troisième du scrutin, propose le 11 mars 2021 que Laura Borràs soit candidate à la présidence du Parlement, son élection étant assurée en raison d'un pacte conclu avec la Gauche républicaine de Catalogne (ERC) et la Candidature d'unité populaire (CUP) sur la composition du bureau de l'assemblée. Elle est effectivement élue le lendemain présidente du Parlement de Catalogne en obtenant au second tour 64 voix, contre 50 à la socialiste Eva Granados et 18 bulletins blancs ; elle devient la dixième personne et la troisième femme à occuper ce fauteuil, après Núria de Gispert et Carme Forcadell.

### Présidente de Junts
Dans la perspective du 2e congrès national d'Ensemble pour la Catalogne, prévu le 4 juin 2022, Laura Borràs est citée comme une candidate certaine à la direction du parti, au même titre que Jordi Turull, tous deux représentant les deux principaux courants internes : elle, les indépendantistes recrutés par Carles Puigdemont au cours des dernières années sans cohérence idéologique réelle ; lui, les historiques de Convergence démocratique de Catalogne. Elle passe le 10 mai, à quelques heures de la date du dépôt des candidatures, un accord avec son principal concurrent afin de présenter une seule liste pour la direction, Borràs occupant une présidence aux attributions renforcées et Turull le secrétariat général.
Elle est effectivement proclamée présidente le 4 juin, lors de la réunion du congrès à Argelès-sur-Mer. Elle recueille 1 776 voix parmi les militants, soit moins que les 1 854 obtenues par Turull et les 1 791 reçues par la vice-présidente Anna Erra. Les personnalités qu'elle a proposées dans le cadre de son pacte avec le nouveau secrétaire général obtiennent dans l'ensemble un soutien plus faible que les proches de Turull et ceux de Puigdemont, son candidat au secrétariat à l'Organisation David Torrents échouant même à obtenir les 50 % des suffrages exprimés nécessaires pour être élu.
La seconde partie du congrès, organisée à L'Hospitalet de Llobregat, approuve le 17 juillet les motions d'organisation, politique, sectorielle et municipale. Le parti vote notamment la suppression automatique de la suspension de leurs droits des militants renvoyés devant la justice dans les cas qu'il considère de guerre juridique. Les élections pour la direction des structures territoriales et des courants idéologiques, qui se tiennent en septembre suivant, tournent à l'avantage des partisans de Jordi Turull, qui remportent les douze duels dans lesquels ils étaient engagés face aux soutiens de Laura Borràs.

### Suspension puis exclusion du Parlement
À la suite de sa mise en examen, Laura Borràs est suspendue de son mandat de députée et de ses fonctions de présidente du Parlement par le bureau de celui-ci, le 22 juillet 2022, en application du règlement qui prévoit une telle mesure pour les parlementaires renvoyés devant un tribunal pour des affaires de corruption. La décision est prise à la majorité, avec le soutien du Parti des socialistes de Catalogne (PSC), de la Gauche républicaine de Catalogne et de la Candidature d'unité populaire, seule la représentante de Junts votant contre — Borràs ayant dû quitter la pièce en raison du conflit d'intérêts. Étant suspendue et non destituée, elle est remplacée à titre intérimaire par Alba Vergés, première vice-présidente et issue d'ERC.
Dénonçant un moment « extrêmement grave », elle accuse les députés ayant voté sa suspension de se comporter en « juges hypocrites » et d'être « parfaitement synchronisés » avec la magistrature. Elle revendique ne pas avoir l'intention de démissionner, disant être suspendue « contre sa volonté ». Junts dépose environ deux semaines plus tard un recours gracieux, demandant le réexamen de la situation de la présidente suspendue, mais le 2 septembre, après avoir entendu les porte-paroles des groupes parlementaires, le bureau refuse — avec les voix du PSC, d'ERC et de la CUP — d'examiner le recours, estimant que rien ne justifie une quelconque reconsidération et confirmant ainsi la suspension de Laura Borràs.
Le 4 mai 2023, à la suite de sa condamnation pour prévarication, la commission électorale centrale (JEC) la prive de son mandat de députée, arguant « l'apparition d'une situation d'inéligibilité » du fait de sa condamnation, quand bien même celle-ci n'est pas définitive du fait du recours déposé par Laura Borràs. En réaction, le Parlement décide, sur proposition du bureau et par 68 voix pour émanant d'ERC, de Junts et la CUP, de déposer un référé suspension contre cette décision de la JEC, auprès du Tribunal suprême. Lors d'une réunion le 17 mai, le bureau confirme qu'il maintient le mandat parlementaire de Laura Borràs, en raison de l'absence de jugement concernant son recours devant le Tribunal suprême.
Le Tribunal suprême ayant rejeté le recours du bureau du Parlement le 1er juin, ce dernier se réunit et, prenant acte de ce résultat et de la décision de la JEC, décide de confirmer le retrait de sa condition de députée à Laura Borràs, qui perd définitivement sa charge de présidente du Parlement. Une séance spéciale est convoquée le 9 juin suivant, pour pouvoir à la présidence de l'assemblée. Son mandat parlementaire doit revenir au premier non-élu de la liste de Junts dans la province de Barcelone, Antoni Castellà (ca).

## Affaire judiciaire
Laura Borràs est mise en examen par le Tribunal suprême le 17 décembre 2019, des chefs de faux en écriture, fraude, prévarication et détournements de fonds publics pour des faits remontant à l'époque où elle dirigeait l'Institution des lettres catalanes (ILC). Selon la chambre pénale, en accord avec le ministère public, Borràs aurait fractionné entre 2013 et 2017 plusieurs marchés publics d'informatique de l'ILC afin de pouvoir les attribuer de manière discrétionnaire à son ami Isaías Herrero, un narcotrafiquant condamné par la justice espagnole, pour un montant hors taxes de 259 000 euros.
Elle réagit le lendemain en réaffirmant son innocence et dénonce une mise en examen illégale puisqu'il existe un rapport de la Garde civile estimant que les faits reprochés ne sont pas constitutifs d'un délit. Elle ajoute ne pas avoir l'intention de se mettre en retrait de la vie politique ou de démissionner de son mandat, expliquant qu'elle n'est pas concernée par les règles internes au PDeCAT — principale formation composant la coalition JuntsxCat — concernant le code éthique de ses élus. Elle met alors en cause « les bas-fonds de l'État » (en espagnol : las cloacas del Estado) pour avoir fait filtrer un certain nombre d'informations à la presse.
Le 12 avril 2021, la deuxième chambre du Tribunal suprême, constatant que Laura Borràs ne siège plus au Congrès des députés mais au Parlement de Catalogne, transmet les éléments d'instruction la concernant au tribunal supérieur de justice de Catalogne aux fins de poursuite de l'information judiciaire,. Le juge d'instruction prend le 14 mars 2022 une ordonnance de renvoi à son encontre des chefs de prévarication, fraude administrative, détournement de fonds publics et faux en écriture. Elle annonce une semaine plus tard faire appel de cette décision, considérant notamment que la transmission de nouveaux documents essentiels par le magistrat instructeur le jour même de la publication de l'ordonnance constitue une violation des droits de la défense. Par un arrêt rendu le 4 avril, la chambre civile et pénale du tribunal supérieur lui donne raison et intime au juge de rouvrir l'information judiciaire.
Le juge d'instruction conclut à nouveau son enquête le 29 juin, maintenant l'ensemble des chefs d'accusation contre Laura Borràs, et accordant au ministère public un délai de dix jours pour présenter son réquisitoire conclusif et demander le renvoi en jugement des mis en cause ou un réquisitoire supplétif. Le parquet remet ses conclusions au début du mois de juillet suivant, requérant le renvoi de Laura Borràs en jugement, six ans d'emprisonnement et vingt-et-un ans d'interdiction d'exercice d'une fonction publique. Le 26 juillet, le tribunal supérieur de justice publie une nouvelle ordonnance de renvoi à l'encontre de Laura Borràs.
Le procès s'ouvre le 10 février 2023, alors que Isaías Herrero a passé un accord avec le ministère public pour réduire sa peine en échange d'aveux complets sur les faits commis et le rôle de Laura Borràs. Le 1er mars, lors de sa plaidoirie, le procureur confirme ses réquisitions à l'encontre de Laura Borràs, soit six ans d'emprisonnement, vingt-et-un ans d'interdiction d'exercice d'une fonction publique, et 144 000 € d'amende pour prévarication et faux en écriture.
Lors du prononcé du verdict le 30 mars, elle est condamnée à quatre ans et six mois d'emprisonnement et treize ans d'inéligibilité. Fait assez rare, le tribunal demande qu'elle bénéficie d'une grâce partielle afin de réduire sa peine de prison à deux ans et éviter sa mise sous écrou, considérant que la peine imposée, minimum prévu par le Code pénal, est excessive. Interrogé sur cette possibilité, le président du gouvernement, Pedro Sánchez, ne l'exclut pas formellement, mais estime que le cas de Laura Borràs est « un cas flagrant de prévarication et de mésusage des deniers publics ».
Elle se pourvoit en cassation devant le Tribunal suprême le 11 mai, tout en refusant de demander la grâce partielle que suggérait le tribunal supérieur de justice, estimant « n'avoir rien à voir avec la corruption ». Le 12 février 2025, la chambre pénale rejette son pourvoi, confirme le jugement du tribunal supérieur de justice de Catalogne et refuse de lui appliquer la loi d'amnistie de 2024 relative au processus indépendantiste en Catalogne, considérant que sa condamnation n'a pas de lien avec ledit processus.